# Cantón de Pellegrue
El cantón de Pellegrue era una división administrativa francesa, que estaba situada en el departamento de Gironda y la región de Aquitania.

## Composición
El cantón estaba formado por diez comunas:
- Auriolles
- Caumont
- Cazaugitat
- Landerrouat
- Listrac-de-Durèze
- Massugas
- Pellegrue
- Saint-Antoine-du-Queyret
- Saint-Ferme
- Soussac

## Supresión del cantón de Pellegrue
En aplicación del Decreto nº 2014-192 de 20 de febrero de 2014, el cantón de Pellegrue fue suprimido el 22 de marzo de 2015 y sus 10 comunas pasaron a formar parte del nuevo cantón de Réole y las Bastidas.